# La Tour (Alpes-Maritimes)
La Tour-sur-Tinée redirige ici.
Pour les articles homonymes, voir La Tour.
La Tour ou La Tour-sur-Tinée est une commune française située dans le département des Alpes-Maritimes en région Provence-Alpes-Côte d'Azur. Ses habitants du chef-lieu sont appelés les Tourriers et ceux du hameau de Roussillon les Roussillonais.

## Géographie

### Localisation
Commune située à 23 km de Saint-Martin-du-Var et 47 km de Nice.

### Géologie et relief
le village de La Tour est perché sur une crête du massif du Tournairet.
Le hameau de Roussillon s'est développé au XVIIIe siècle.

### Catastrophes naturelles -Sismicité
Le 2 octobre 2020, de nombreux villages des diverses vallées des Alpes-Maritimes (Breil-sur-Roya, Fontan, Roquebillière, St-Martin-Vésubie, Tende...) sont fortement impactés par un "épisode méditerranéen" de grande ampleur. Certains hameaux de la commune restent inaccessibles jusqu'à plus d'une semaine après la catastrophe et l'électricité n'a été rétablie que vers le 20 octobre. L'Arrêté du 7 octobre 2020 portant reconnaissance de l'état de catastrophe naturelle a identifié la commune au titre des "Inondations et coulées de boue du 2 au 3 octobre 2020".
Commune située dans une zone de sismicité moyenne.

### Hydrographie et les eaux souterraines
L'eau n'est arrivée à une fontaine du village qu'en 1891, et chez les particuliers en 1927.
Cours d'eau sur la commune ou à son aval :
- rivière la Tinée,
- vallons de ginoire, de pèlegrin, de la clapière, des fournés de bagnolar,
- ruisseaux des carbonnières, de la cardinarde, des fournés, des lignes, de gorgétta,
- le riou frei.

La Tour dispose deux stations d'épuration :
- Station de La Tour - Roussillon, d'une capacité de 700 équivalent-habitants[7],
- Station de La Tour - Village, d'une capacité de 450 équivalent-habitants[8].

### Climat
Pour des articles plus généraux, voir Climat de Provence-Alpes-Côte d'Azur et Climat des Alpes-Maritimes.
En 2010, le climat de la commune est de type climat méditerranéen altéré, selon une étude du Centre national de la recherche scientifique s'appuyant sur une série de données couvrant la période 1971-2000. En 2020, Météo-France publie une typologie des climats de la France métropolitaine dans laquelle la commune est dans une zone de transition entre le climat de montagne et le climat méditerranéen et est dans la région climatique  Var, Alpes-Maritimes, caractérisée par une pluviométrie abondante en automne et en hiver (250 à 300 mm en automne), un très bon ensoleillement en été (fraction d’insolation > 75 %), un hiver doux (8 °C) et peu de brouillards. 
Pour la période 1971-2000, la température annuelle moyenne est de 12,2 °C, avec une amplitude thermique annuelle de 15,9 °C. Le cumul annuel moyen de précipitations est de 1 031 mm, avec 5,4 jours de précipitations en janvier et 5,1 jours en juillet. Pour la période 1991-2020, la température moyenne annuelle observée sur la station météorologique de Météo-France la plus proche, « Levens », sur la commune de Levens à 10 km à vol d'oiseau, est de 12,9 °C et le cumul annuel moyen de précipitations est de 982,1 mm. 
La température maximale relevée sur cette station est de 35,1 °C, atteinte le 28 juin 2019 ; la température minimale est de −7,8 °C, atteinte le 6 février 2012,,. 
Les paramètres climatiques de la commune ont été estimés pour le milieu du siècle (2041-2070) selon différents scénarios d'émission de gaz à effet de serre à partir des nouvelles projections climatiques de référence DRIAS-2020. Ils sont consultables sur un site dédié publié par Météo-France en novembre 2022.

### Voies de communications et transports

#### Voies routières
Sur la M 2205, après le hameau de La Courbaisse, sur la commune de Tournefort, franchir le pont de la Lune et  prendre à droite la route métropolitaine M32 .

#### Transports en commun
Transport en Provence-Alpes-Côte d'Azur
- Commune desservie par le réseau Lignes d'Azur[17].

### Intercommunalité
La 31 décembre 2011, La Tour intègre la métropole Nice Côte d'Azur qui est créée le même jour.

### Urbanisme
La commune est intégrée dans le plan local d'urbanisme métropolitain approuvé le 25 octobre 2019

### Typologie
Au 1er janvier 2024, La Tour est catégorisée commune rurale à habitat dispersé, selon la nouvelle grille communale de densité à 7 niveaux définie par l'Insee en 2022.
Elle est située hors unité urbaine. Par ailleurs la commune fait partie de l'aire d'attraction de Nice, dont elle est une commune de la couronne,. Cette aire, qui regroupe 100 communes, est catégorisée dans les aires de 200 000 à moins de 700 000 habitants,.

### Communes limitrophes
| Clans      | Clans   | Utelle |
| Tournefort | La Tour | Utelle |
| Tournefort | Utelle  | Utelle |

## Toponymie
La Tour désigne des châteaux comme La Tour-sur-Tinée. La commune est parfois appelée localement La Tour-sur-Tinée.

## Histoire

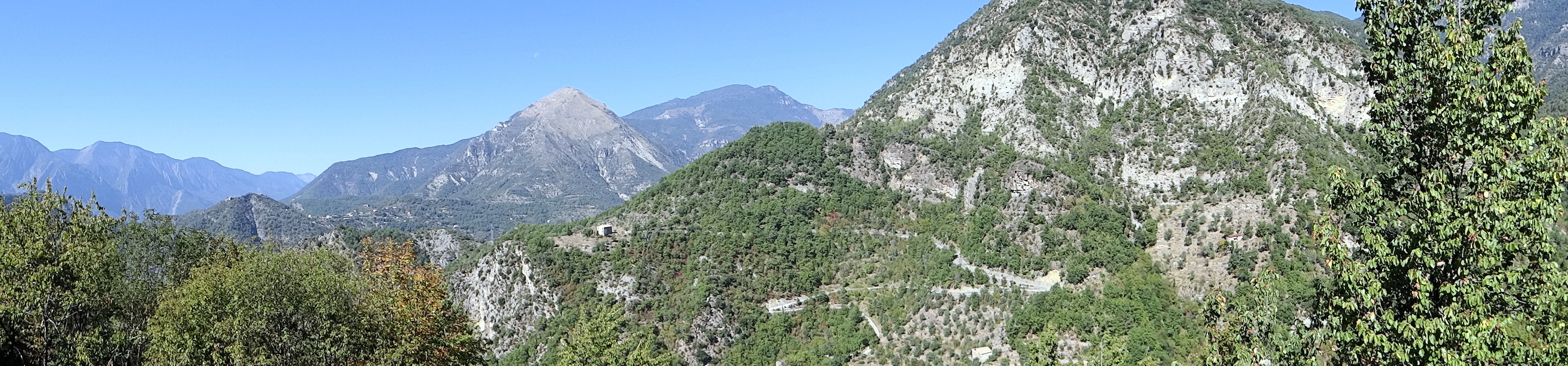
Panorama vers l'ouest, la vallée de la Tinée et Tournefort.

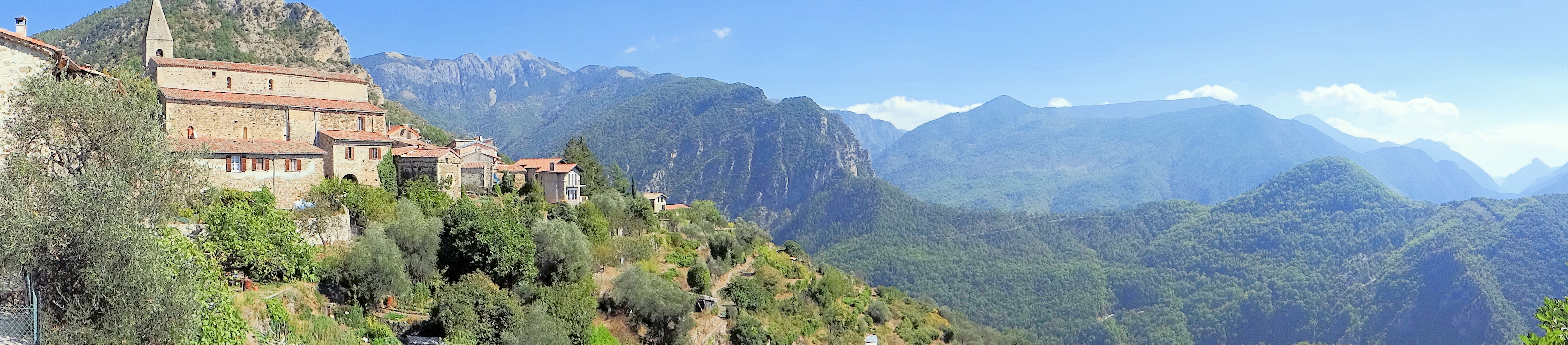
Panorama vers l'est, l'église du village et la maison dite des Templiers.

Deux agglomérations existaient au Moyen Âge sur le territoire de La Tour.
Un village nommé « La Torre » est cité au XIIe siècle, agglomération fortifiée sur le site actuel du village. Un château devait se trouver sur le sommet qui domine le village au sud-ouest site actuel du cimetière.
Un second site fortifié nommé Alloche existait au-dessus de la chapelle Saint-Jean, à 3 km au nord-est du village, actuel hameau d'Alloch dit « de Saint-Jean ». La communauté de Saint-Jean-d'Alloche est citée en 1251. Elle a disparu avec la peste de 1467. La chapelle Saint-Jean devait être l'église paroissiale initiale car les curés recevaient leur investiture dans cette chapelle jusqu'au XIXe siècle.
La seigneurie de La Tour a appartenu aux Grimaldi de Bueil à partir de 1400, jusqu'à l'exécution d'Annibal Grimaldi, en 1621. Le territoire est érigé en comté au profit de la famille Della Chiesa en 1700.
Une église dédiée à saint Martin est citée en 1351, peut-être sur l'emplacement actuel. Elle est reconstruite au XVIe siècle et le village s'est développé sur le plateau, à 620 m d'altitude, sur un contrefort du mont Tournairet, à un carrefour de routes menant à Utelle, Clans et Villars, passage vers la vallée de la Tinée jusqu'au XIXe siècle.
La communauté comportait quatre chapelles en plus l'église paroissiale Saint-Martin : la chapelle des Pénitents blancs, à la sortie du village sur la route d'Utelle, la chapelle Saint-Sébastien, sur la route montant de la vallée, la chapelle Sainte-Élisabeth, sur la route d'Utelle à un col, la chapelle Saint-Jean-Baptiste d'Alloch.

## Héraldique
| Blason de Tour (La) | Blason  | D’azur aux deux pals ondés d’or enfermant une tour du même posée sur un mont d’argent mouvant de la pointe et surmontée d’un croissant contourné aussi d’or. |
| Blason de Tour (La) | Détails | Le statut officiel du blason reste à déterminer. |

## Politique et administration
| Période   | Période   | Identité          | Étiquette | Qualité                                                                              |
| --------- | --------- | ----------------- | --------- | ------------------------------------------------------------------------------------ |
| mars 2001 | mars 2008 | Pr René Gilly     | UMP       | conseiller général                                                                   |
| mars 2008 | 2020      | Pierre-Paul Danna | DVG       | Maître de conférence en droit de l'urbanisme à l'université de Nice-Sophia Antipolis |
| 2020      | En cours  | Thierry Roux      |           |                                                                                      |

### Budget et fiscalité 2019

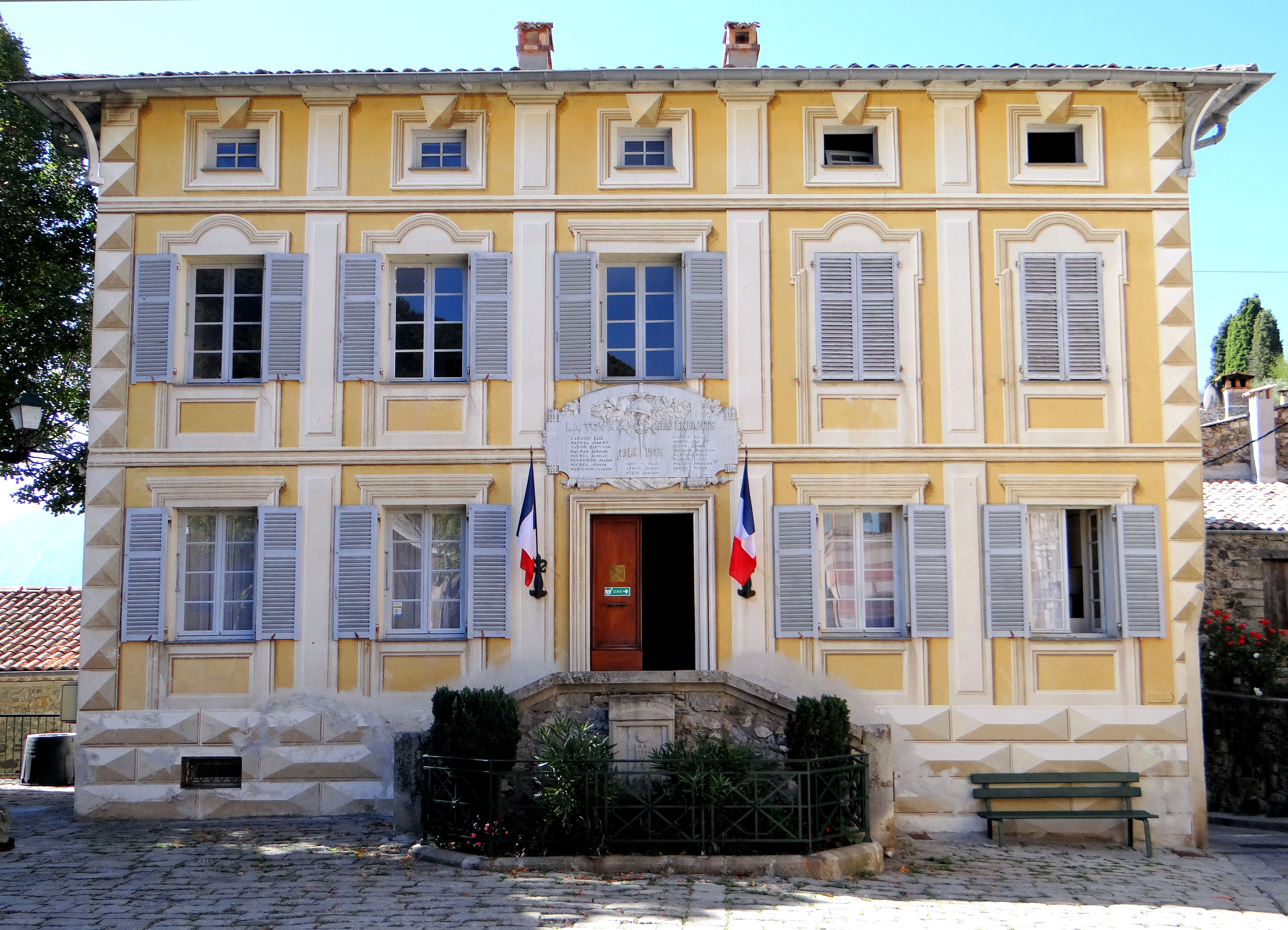
La mairie, peinte par Guy Ceppa, peintre fresquiste niçois

En 2019, le budget de la commune était constitué ainsi :
- total des produits de fonctionnement : 1 050 000 €, soit 1 820 € par habitant ;
- total des charges de fonctionnement : 812 000 €, soit 1 407 € par habitant ;
- total des ressources d'investissement : 593 000 €, soit 1 028 € par habitant ;
- total des emplois d'investissement : 616 000 €, soit 1 068 € par habitant ;
- endettement : 995 000 €, soit 1 724 € par habitant.

Avec les taux de fiscalité suivants :
- taxe d'habitation : 9,26 % ;
- taxe foncière sur les propriétés bâties : 10,09 % ;
- taxe foncière sur les propriétés non bâties : 22,64 % ;
- taxe additionnelle à la taxe foncière sur les propriétés non bâties : 0,00 % ;
- cotisation foncière des entreprises : 0,00 %.

Chiffres clés Revenus et pauvreté des ménages en 2017 : médiane en 2017 du revenu disponible, par unité de consommation : 20 110 €.

## Économie

### Entreprises et commerces

#### Agriculture
- Le territoire possédait des oliviers, des vignes et des céréales. Les moulins à huile et à farine montrent l'ancienne richesse de la communauté. En 1754, il y avait environ 1 300 habitants à La Tour.
- La Coopérative d’Utilisation de Matériel Agricole (CUMA) de la commune La Tour / Roussillon a été créée en 2010 par 5 agriculteurs et la municipalité.
- Exploitants Agricoles[32]

#### Tourisme
- Auberge[33].
- Hôtellerie[34].

#### Commerces
- Commerce de proximité : épicerie « Les Arcades ».

## Population et société

### Démographie

#### Évolution démographique
L'évolution du nombre d'habitants est connue à travers les recensements de la population effectués dans la commune depuis 1793. Pour les communes de moins de 10 000 habitants, une enquête de recensement portant sur toute la population est réalisée tous les cinq ans, les populations de référence des années intermédiaires étant quant à elles estimées par interpolation ou extrapolation. Pour la commune, le premier recensement exhaustif entrant dans le cadre du nouveau dispositif a été réalisé en 2008.

En 2022, la commune comptait 540 habitants, en évolution de −5,76 % par rapport à 2016 (Alpes-Maritimes : +2,85 %, France hors Mayotte : +2,11 %).
| 1793 | 1800 | 1806 | 1822 | 1858 | 1861 | 1866 | 1872 | 1876 |
| ---- | ---- | ---- | ---- | ---- | ---- | ---- | ---- | ---- |
| 450  | 620  | 575  | 710  | 912  | 919  | 916  | 989  | 831  |

| 1881 | 1886 | 1891 | 1896 | 1901 | 1906 | 1911 | 1921 | 1926 |
| ---- | ---- | ---- | ---- | ---- | ---- | ---- | ---- | ---- |
| 822  | 811  | 743  | 711  | 703  | 700  | 617  | 504  | 534  |

| 1931 | 1936 | 1946 | 1954 | 1962 | 1968 | 1975 | 1982 | 1990 |
| ---- | ---- | ---- | ---- | ---- | ---- | ---- | ---- | ---- |
| 548  | 507  | 349  | 307  | 190  | 170  | 176  | 148  | 286  |

| 1999 | 2006 | 2008 | 2013 | 2018 | 2022 | - | - | - |
| ---- | ---- | ---- | ---- | ---- | ---- | - | - | - |
| 300  | 408  | 439  | 573  | 561  | 540  | - | - | - |

### Enseignement
Établissements d'enseignements :
- École maternelle[39] et primaire[40].
- Collèges à Saint-sauveur-sur-tinée, Saint-Martin-du-Var[41],
- Lycée à Valdeblore.

### Santé
Professionnels et établissements de santé :
- Médecins à Saint-Martin-du-Var, Carros,
- Pharmacie Saint-Martin-du-Var, Carros,
- Hôpitaux à Saint-Jeannet, Vence, Nice.

### Cultes
- Culte catholique, Paroisse Notre-Dame de la Tinée[43], Diocèse de Nice.

## Lieux et monuments
Patrimoine religieux :

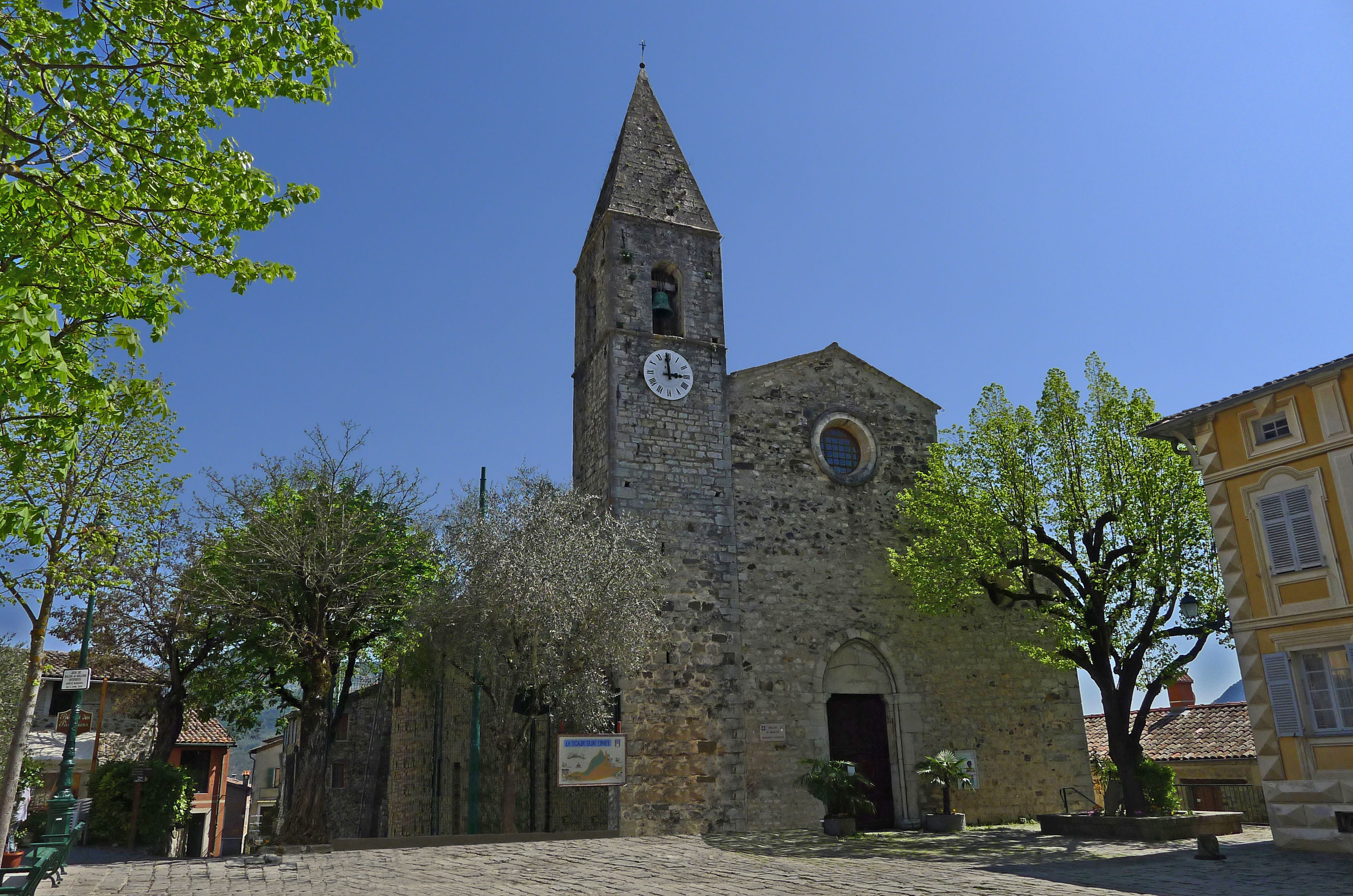
L'église Saint-Martin.
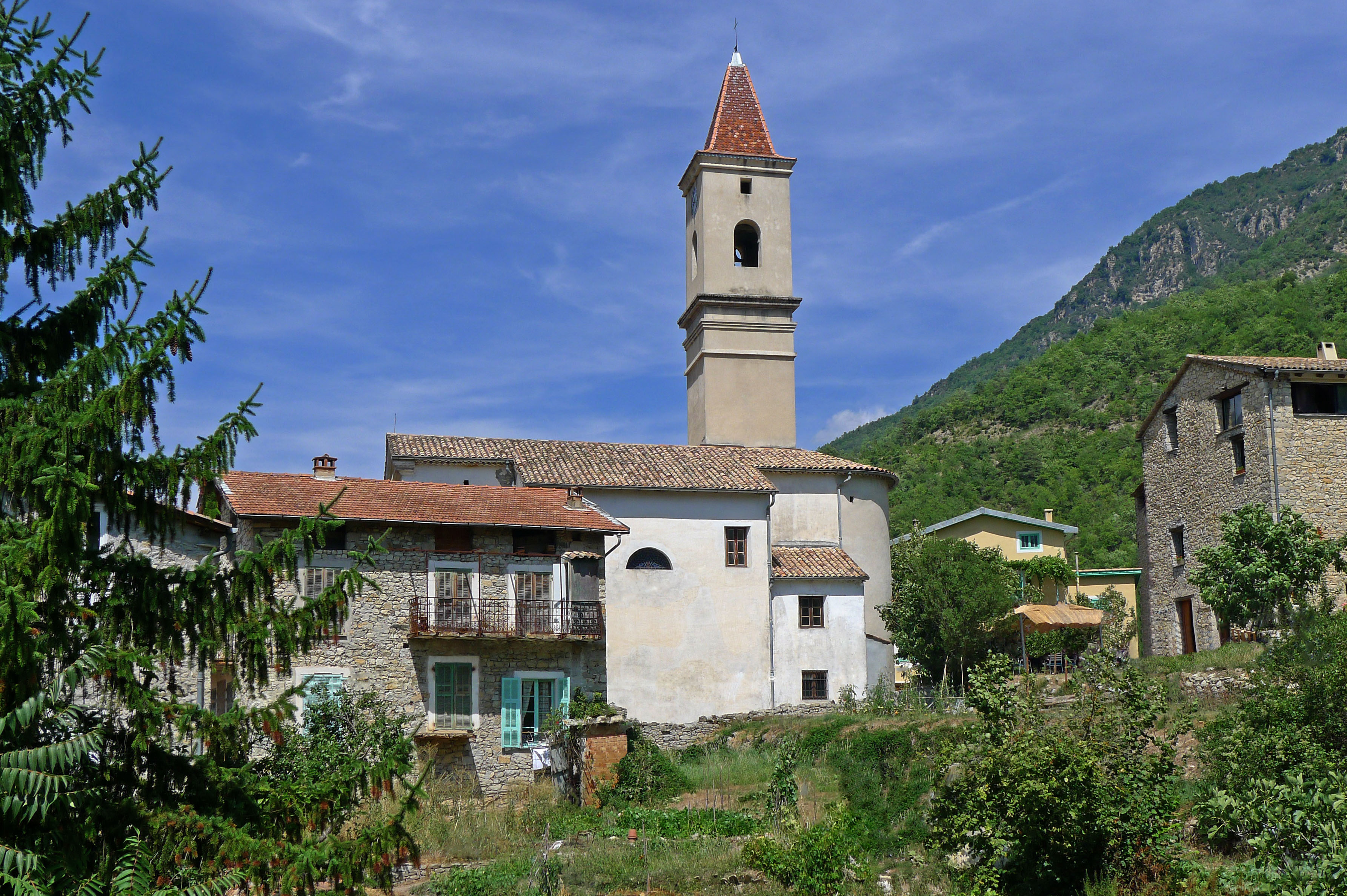
L'église de Roussillon.
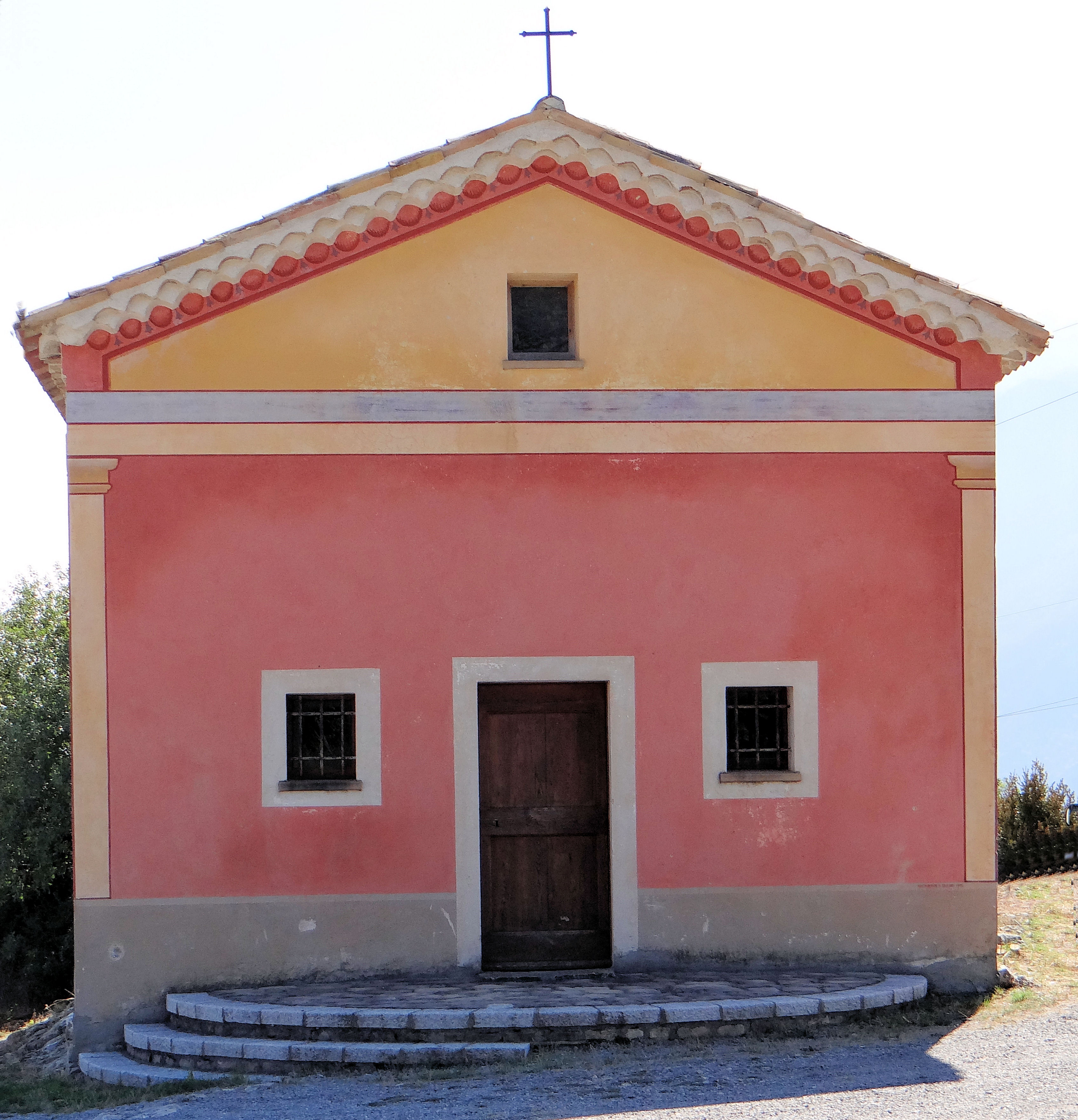
Chapelle Saint-Sébastien.

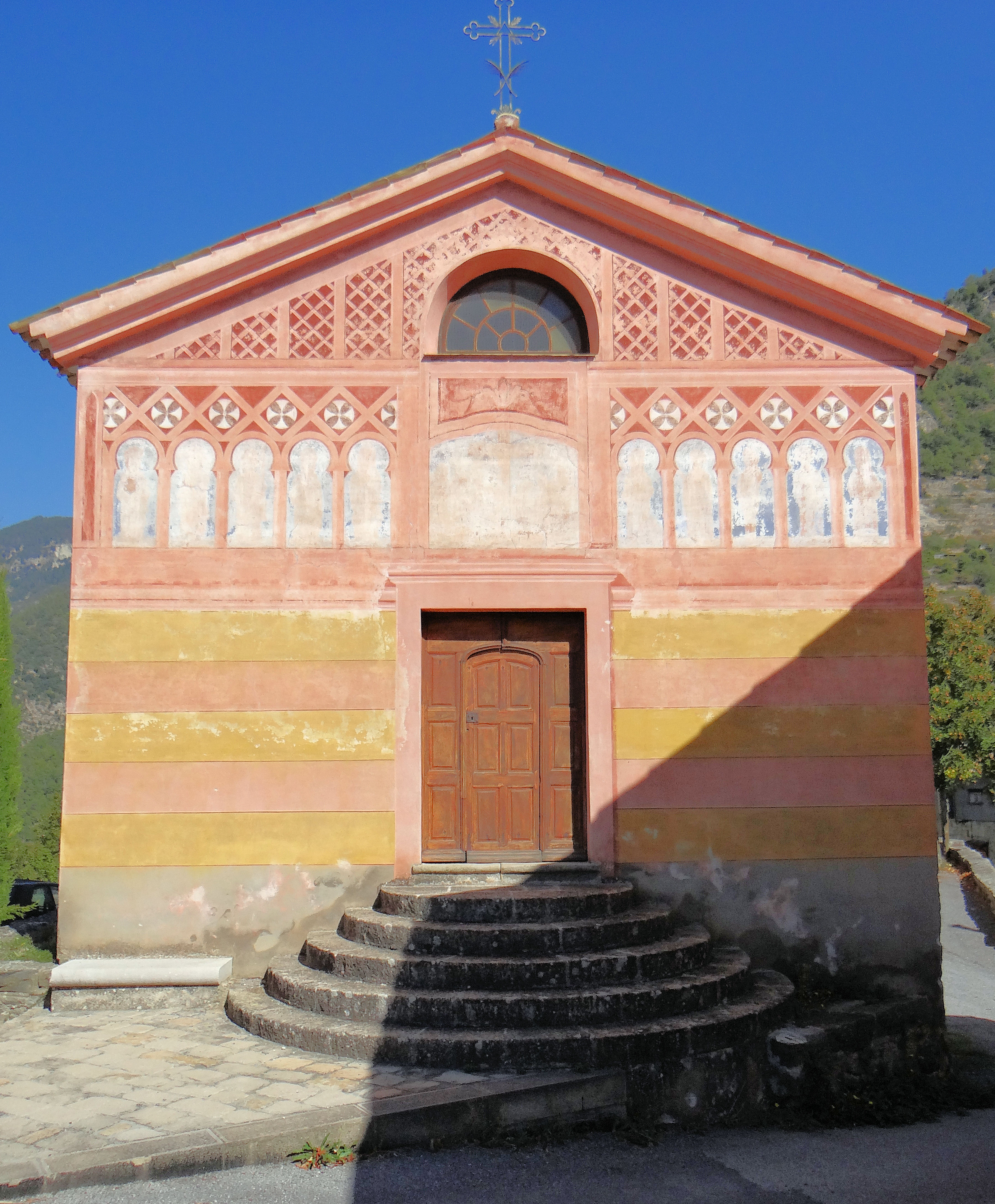
Chapelle des Pénitents blancs.
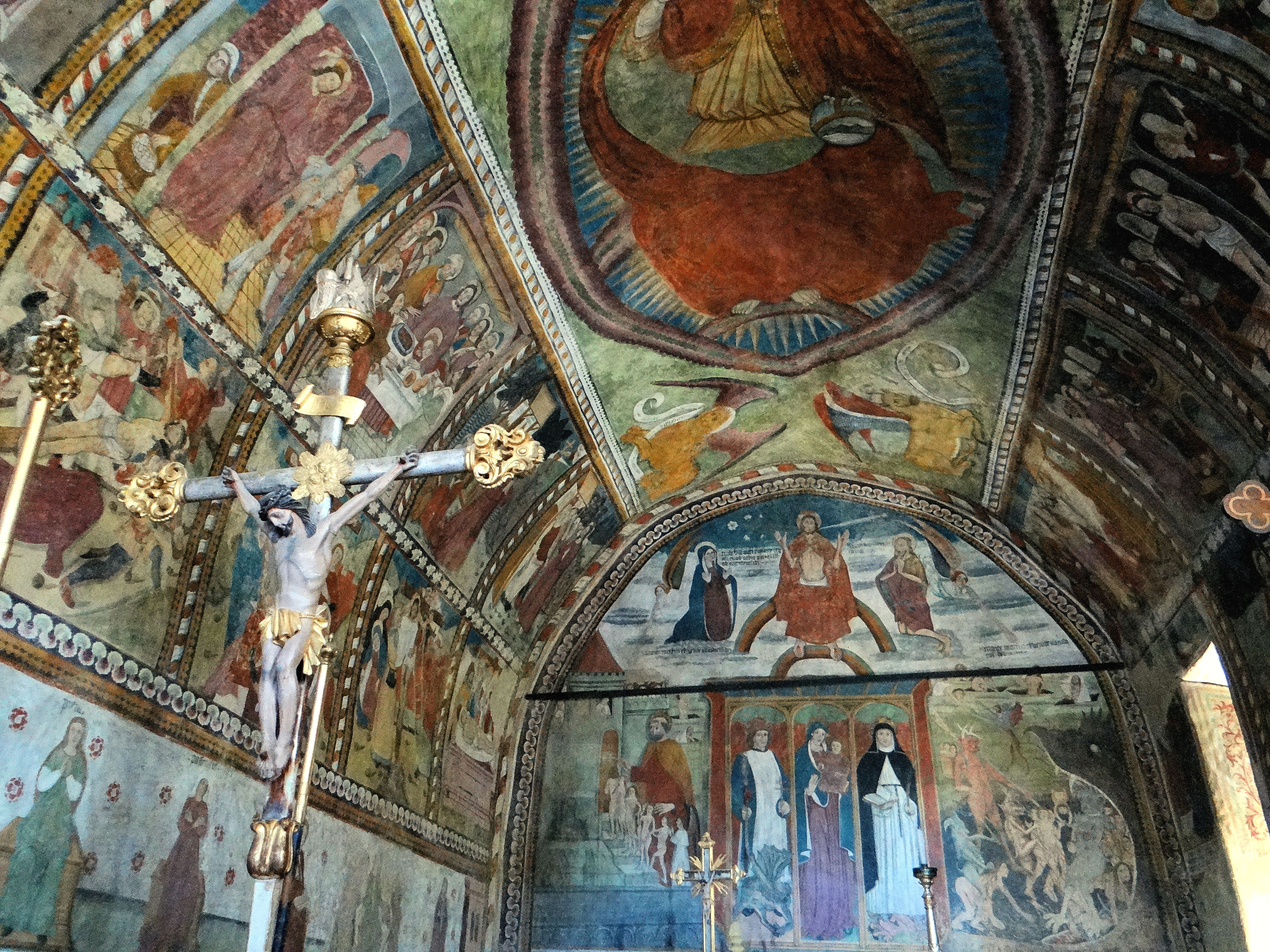
Décor de la chapelle des Pénitents blancs.
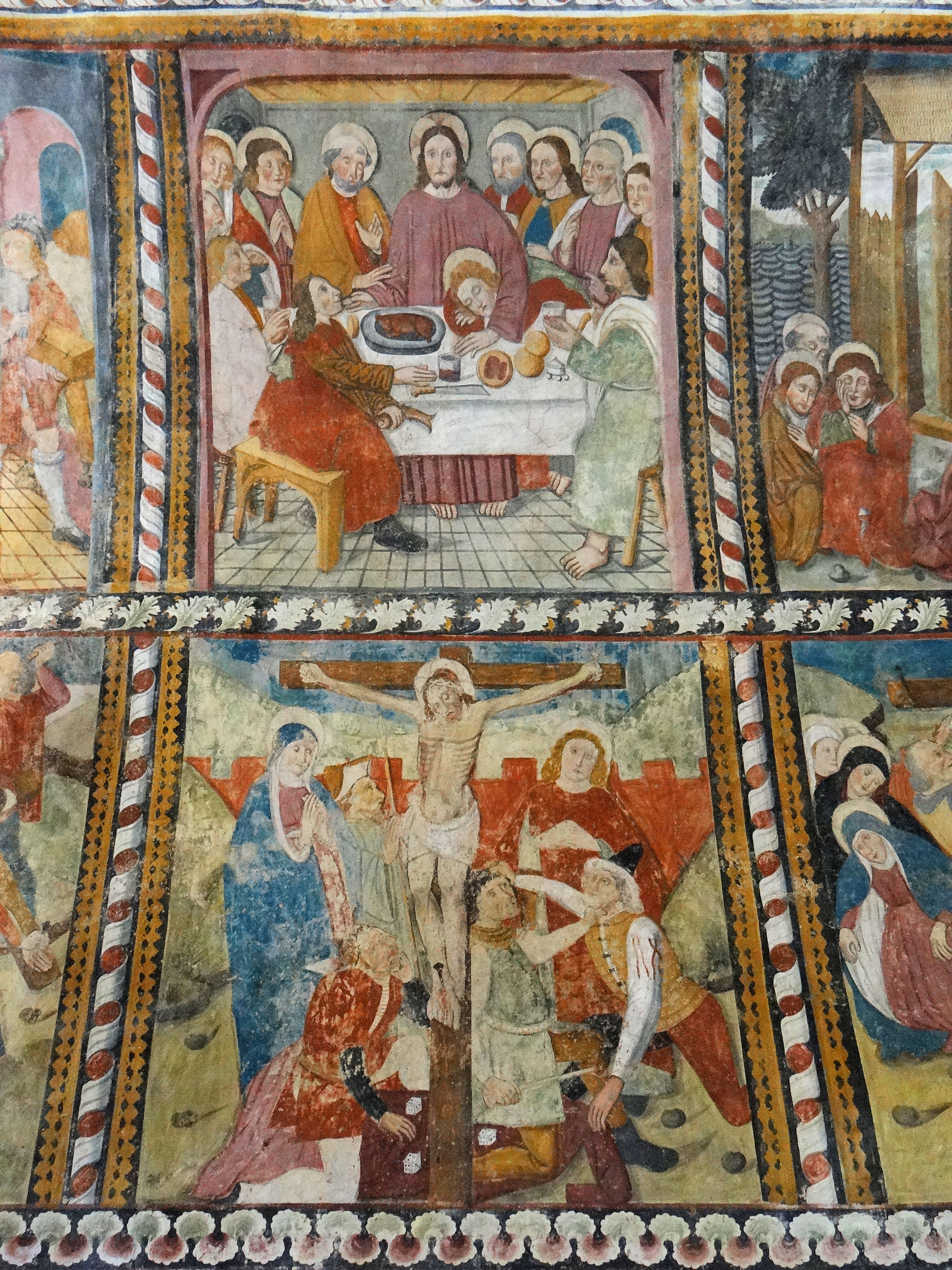
Murs latéraux : Passion du Christ.
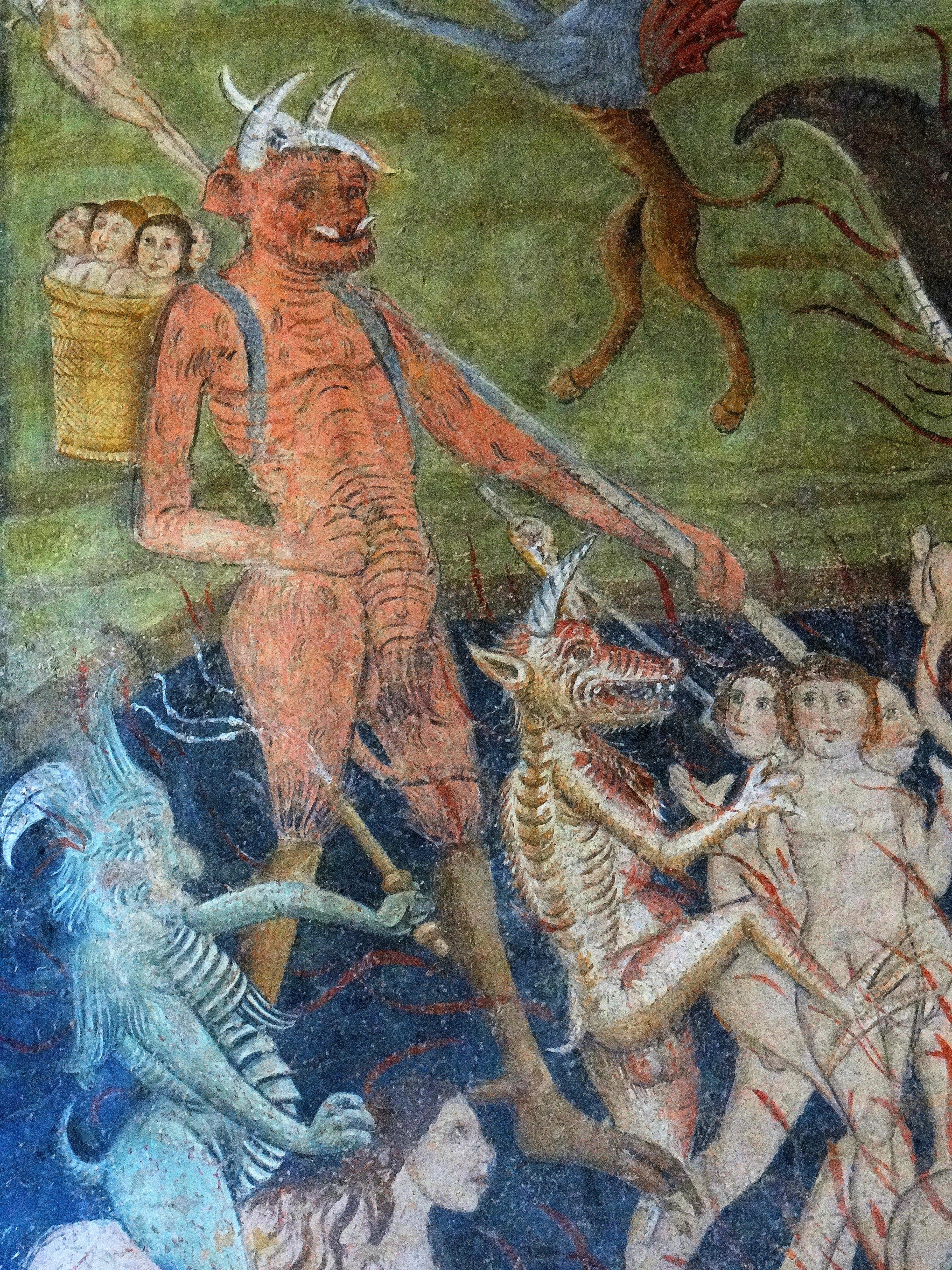
Chevet : Jugement dernier : L'Enfer.

- Église Saint-Martin[44],[45],
- Chapelle Saint-Jean-Baptiste[46],[47],
- Chapelle des Pénitents blancs[48],[49],
- Chapelle Saint-Sébastien[50],
- Chapelle Sainte-Élisabeth[51],
- Chapelle Saint-Jean d'Alloch[52],
- Église Saint-Barnabé de Roussillon, construite entre 1855 et 1861[53].
- Monument aux morts[54].

Autres patrimoines :

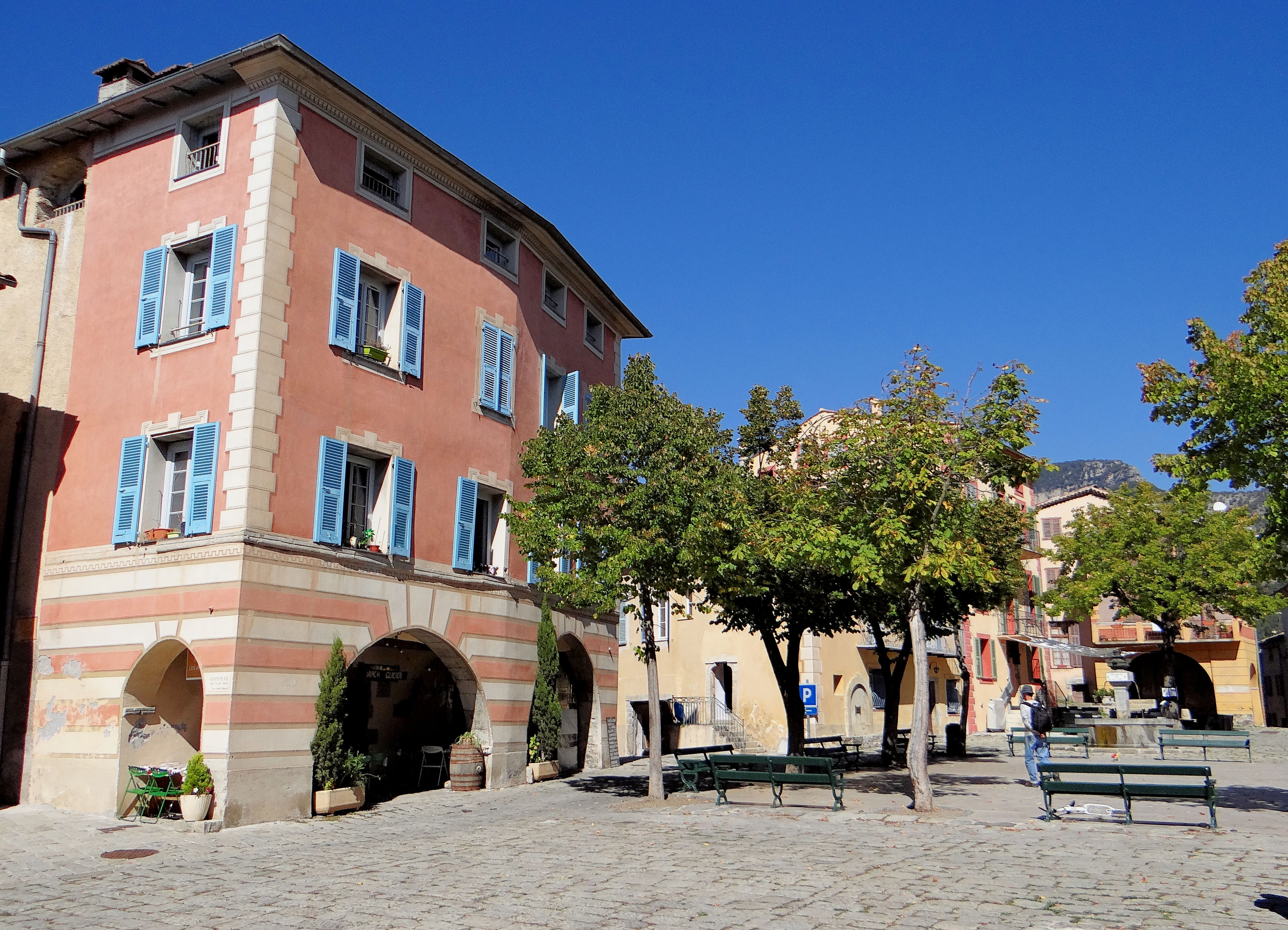
Place du village,avec la maison Blanqui et ses arcades[55].
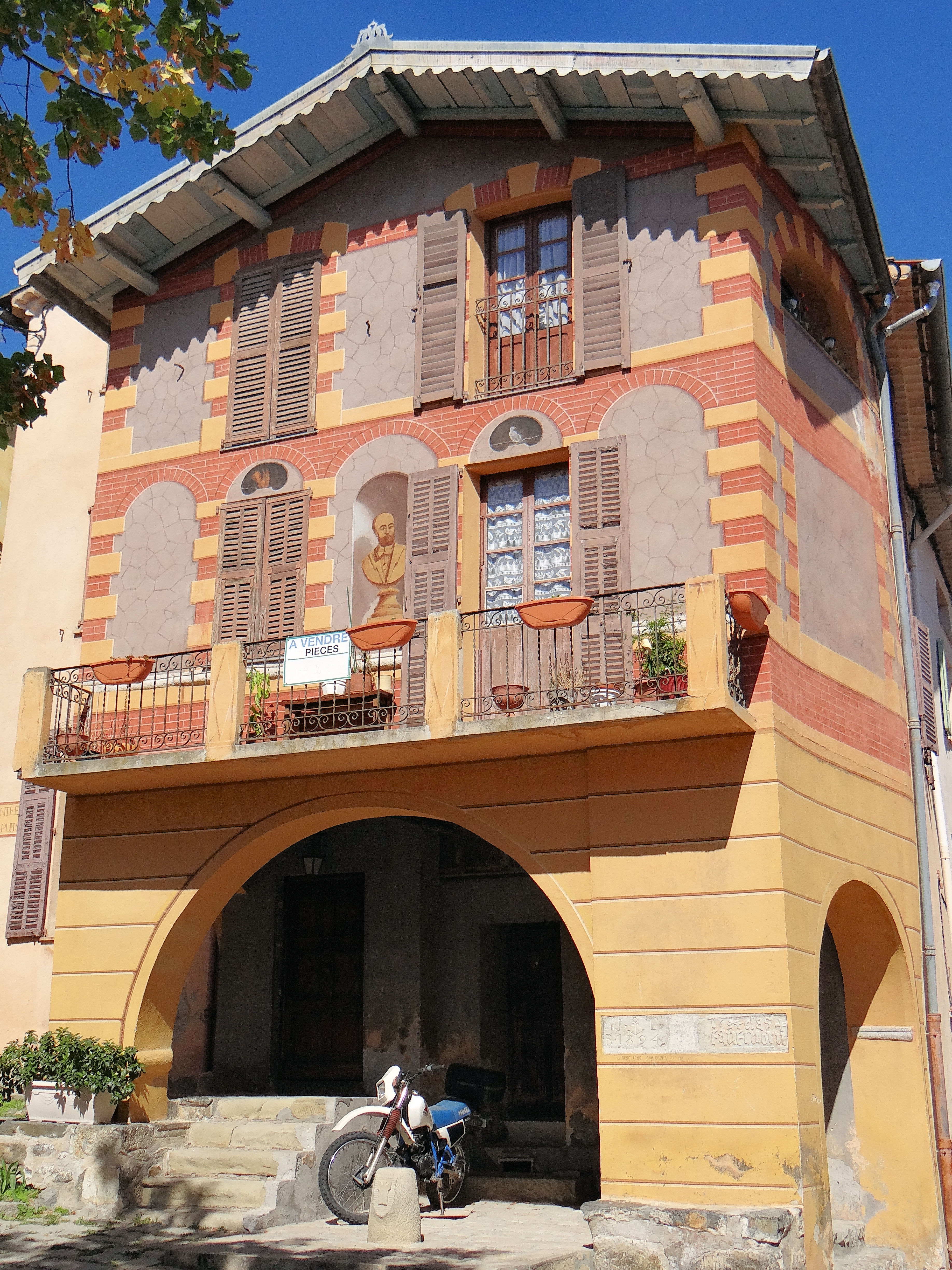
Maison Lyons, ancien hôpital construit en 1554[56].
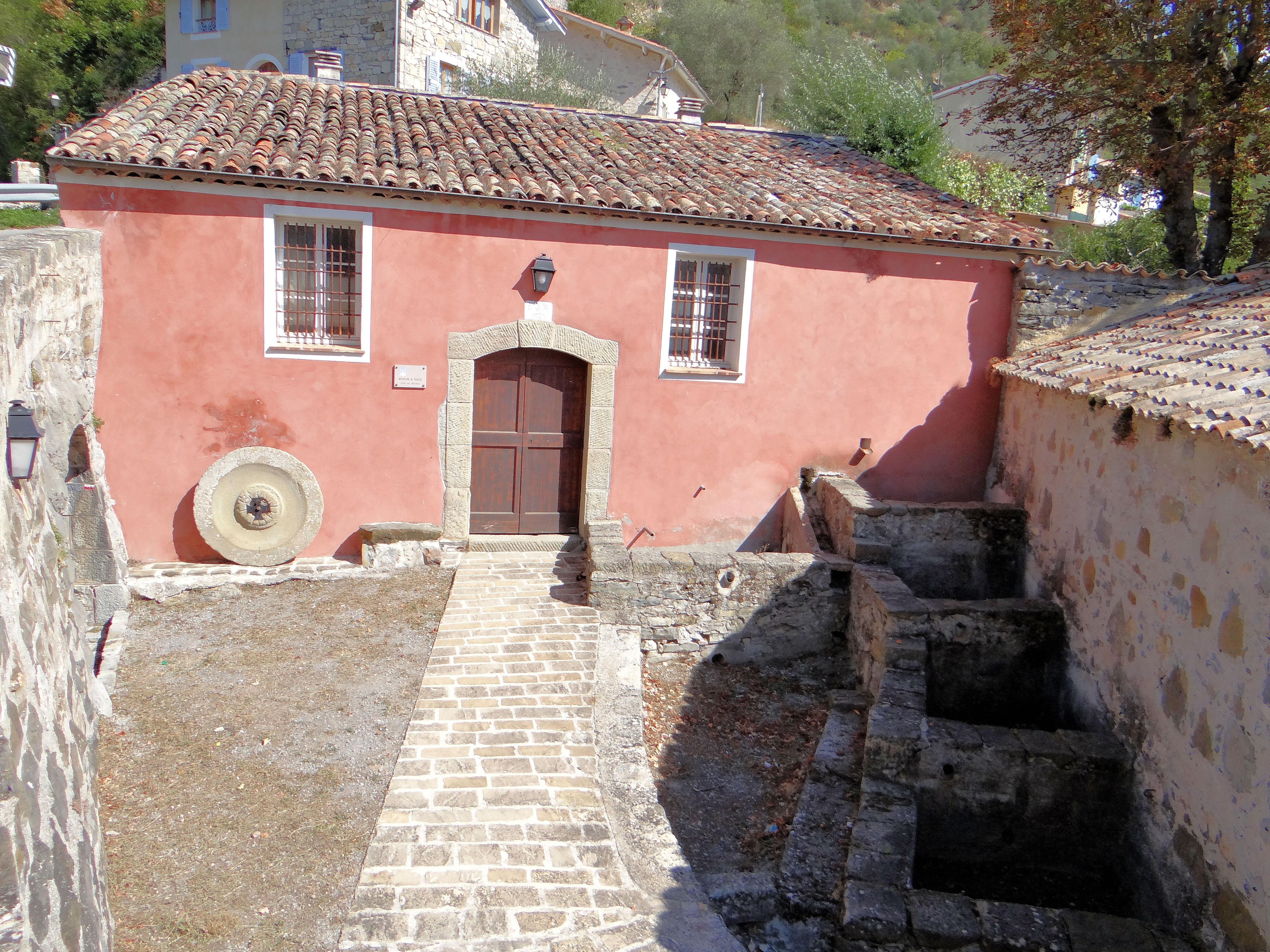
Moulin à huile.
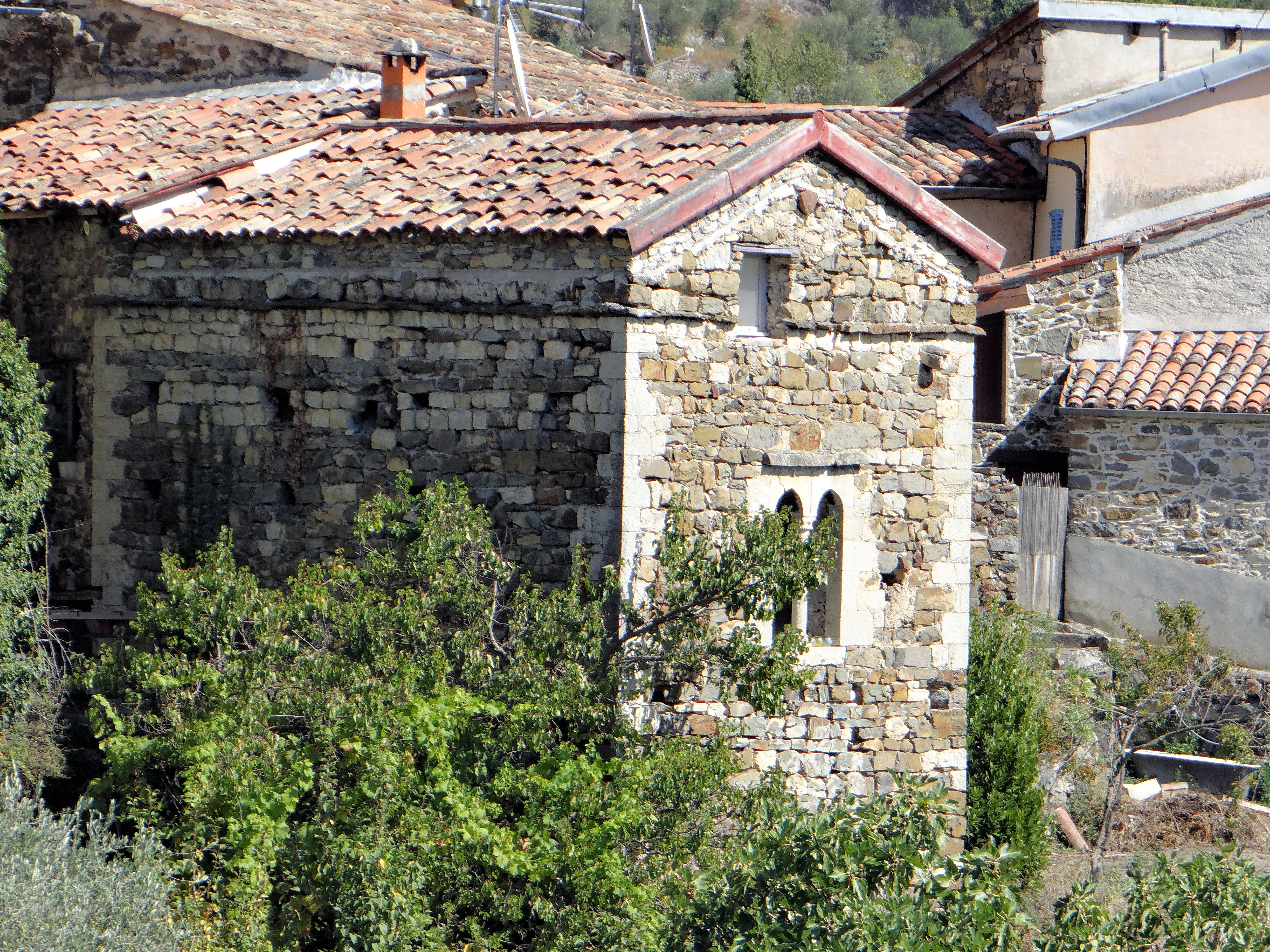
Maison Olivari dite maison des Templiers

- Maison Olivari, dite des Templiers[57],[58], ancien presbytère, à côté de l'église[59],
- Ensemble artisanal du Béal, avec un moulin à farine[60], un moulin à huile[61],[62], une distillerie et un lavoir, fonctionnant grâce à l'énergie hydraulique apportée par un canal long de 15 km[63],
- Maison Lyons[64].
- Granges de la Brasque[65],[66].

## Personnalités liées à la commune
- Grimaldi de Beuil.
- Comte Della Chiesa, patriciens de Cuneo[67].